# Tibagi (ort)
Tibagi är en ort i Brasilien.   Den ligger i kommunen Tibagi och delstaten Paraná, i den södra delen av landet, 1 000 km söder om huvudstaden Brasília. Tibagi ligger 716 meter över havet och antalet invånare är 12 644.
Terrängen runt Tibagi är platt åt nordväst, men åt sydost är den kuperad. Tibagi ligger nere i en dal. Det finns inga andra samhällen i närheten. 
Trakten runt Tibagi består till största delen av jordbruksmark. Runt Tibagi är det mycket glesbefolkat, med 7 invånare per kvadratkilometer.